# Tailored Access Operations
La Oficina de Tailored Access Operations (español: Acceso a Operaciones a la medida o TAO por sus siglas en inglés) es un centro de recopilación de información, relacionada con la ciberguerra, de la Agencia de Seguridad Nacional (NSA por sus siglas en inglés). Ha estado en funcionamiento aproximadamente desde el año 1998. La TAO identifica, vigila, infiltra  y reúne información de los sistemas informáticos utilizados por entidades extranjeras a los Estados Unidos.
En la actualidad, la TAO es "el componente más grande y más importante de la Signals Intelligence Directorate (en español, Dirección de Inteligencia de Señales o SID por sus siglas en inglés) de la NSA (SIGINT), que cuenta con más de 1.000 piratas informáticos, militares y civiles, analistas de inteligencia, ingenieros eléctricos, especialistas en selección de objetivos y diseñadores de hardware y software.
Un documento filtrado por Edward Snowden, un exempleado de la NSA, describe el trabajo del centro de la siguiente manera "la TAO cuenta con plantillas de software que le permite infiltrarse en hardware de uso común, incluyendo routers, conmutadores y cortafuegos de múltiples proveedores". Según The Washington Post, los ingenieros de la TAO prefieren intervenir redes en lugar de ordenadores aislados, ya que normalmente hay muchos dispositivos conectados a una única red.
Actualmente el centro se llama Computer Network Operations (español: Red de Operaciones Informáticas).

## Organización
La sede de la TAO se denomina Remote Operations Center (español: Centro de Operaciones Remoto o ROC por sus siglas en inglés) y se encuentra en la oficina central de la NSA en Fort Meade, Maryland. La TAO también se ha extendido a las instalaciones de la NSA en  Hawái (Wahiawa, Oahu), Georgia (Fuerte Gordon, Georgia), Texas (San Antonio, Texas) y Colorado (Base Buckley de la Fuerza Aérea, Denver).
Desde 2013, el director de la TAO ha sido Rob Joyce, un empleado con más de 25 años de experiencia que había trabajado previamente en la Information Assurance Directorate (Dirección para el Aseguramiento de la Información en español o IAD por sus siglas en inglés) de la NSA. En enero de 2016, Joyce hizo una aparición pública inusual cuando dio una presentación en la Conferencia Usenix's Enigma 
En el Centro de Operaciones Remoto (ROC), 600 empleados reúnen información proveniente de todas partes del mundo. El centro se encuentra dividido en las siguientes ramas: 
- La rama de tecnologías de red de datos (Data Network Technologies Branch): desarrolla software espía automatizados
- La rama de tecnologías de red de telecomunicaciones (Telecommunications Network Technologies Branch): mejora los métodos de piratería a redes y computadores[13]
- La rama de infraestructura de tecnologías de misión (Mission Infraestructure Technologies Branch): opera el software mencionado anteriormente[14]
- La rama de tecnologías de operaciones de acceso (Access Technologies Operations Branch): Según los informes, incluye a personal apoyado por la CIA y el FBI encargado de realizar lo que se describe como "operaciones fuera de la red", lo que significa que configuran dispositivos de espionaje de manera clandestina en computadores y sistemas de telecomunicaciones en el exterior para los agentes de la CIA; de esta forma, los hackers o piratas informáticos de la TAO puedan acceder remotamente a ellas desde Fort Meade. Utilizan submarinos especialmente equipados (actualmente se usa el modelo USS Jimmy Carter) para pinchar cables de fibra óptica alrededor del mundo.[15]